# Whittington (Warwickshire)
Whittington – osada w Anglii, w hrabstwie Warwickshire. Leży 11 km od miasta Tamworth. W latach 1870–1872 miejscowość liczyła 109 mieszkańców.